# Coupe d'Europe de ski alpin 2013-2014
Navigation
Édition précédente Édition suivante
La Coupe d'Europe de ski alpin 2013-2014 est la 43e édition de la Coupe d'Europe de ski alpin, compétition de ski alpin organisée annuellement. Elle se déroule du 22 novembre 2013 au 16 mars 2014 dans vingt-huit stations européennes réparties dans dix pays. Ce sont les suisses Michelle Gisin et Thomas Tumler qui remportent les classements généraux et illustrent la mainmise des équipes suisses sur cette édition : huit des douze globes mis en jeu leur reviennent.

## Déroulement de la saison
La saison débute à Levi par quatre épreuves féminines (deux géants puis deux slalom) du 22 au 25 novembre 2013 et à Trysil les 30 novembre (géant) et 1er décembre 2013 (slalom) pour les hommes, à la suite de l'annulation des épreuves inaugurales de Reiteralm prévue les 19 et 20 novembre 2013. Elle comporte, après annulations et reports, seize étapes masculines et quinze étapes féminines. Les finales se déroulent du 11 au 15 mars 2014 à Soldeu.

### Saison des messieurs
| \| Borovets Klövsjö Trysil Soldeu \| Sites des compétitions en Europe (hors des Alpes) |
| Borovets Klövsjö Trysil Soldeu                                                         |

| \| Chamonix Crans-Montana Madonna di Campiglio Les Ménuires Nova Ponente Oberjoch Patscherkofel Pozza di Fassa Reiteralm Melchsee-Frutt Monte Pora San Vigilio Sarentino Serre Chevalier Sestrières Val d'Isère Wengen \| Les sites des compétitions situés dans les Alpes |
| Chamonix Crans-Montana Madonna di Campiglio Les Ménuires Nova Ponente Oberjoch Patscherkofel Pozza di Fassa Reiteralm Melchsee-Frutt Monte Pora San Vigilio Sarentino Serre Chevalier Sestrières Val d'Isère Wengen                                                        |

### Saison des dames
| \| Levi Kvitfjell Soldeu \| Sites des compétitions en Europe (hors des Alpes) |
| Levi Kvitfjell Soldeu                                                         |

| \| Andalo Bad Wiessee Innerkrems Kirchberg Melchsee-Frutt Monte Pora San Vigilio Serre Chevalier Sestrières St-Moritz Sella Nevea Spital am Pyhrn Zinal \| Les sites des compétitions situés dans les Alpes |
| Andalo Bad Wiessee Innerkrems Kirchberg Melchsee-Frutt Monte Pora San Vigilio Serre Chevalier Sestrières St-Moritz Sella Nevea Spital am Pyhrn Zinal                                                        |

## Classement général
| Rang | Nom                   | Points | Victoire(s) | Podium(s) |
| ---- | --------------------- | ------ | ----------- | --------- |
| 1    | Thomas Tumler         | 601    | 3           | 5         |
| 2    | Victor Muffat-Jeandet | 592    | 1           | 5         |
| 3    | Silvan Zurbriggen     | 567    |             | 2         |
| 4    | Patrick Schweiger     | 560    | 3           | 6         |
| 5    | Nils Mani             | 546    | 1           | 5         |
| 6    | Žan Kranjec           | 439    | 2           | 3         |
| 7    | Gino Caviezel         | 425    | 2           | 3         |
| 8    | Vincent Kriechmayr    | 405    | 1           | 2         |
| 8    | Christian Walder      | 405    | 1           | 2         |
| 10   | Daniel Yule           | 378    | 1           | 3         |

| Rang | Nom                   | Points | Victoire(s) | Podium(s) |
| ---- | --------------------- | ------ | ----------- | --------- |
| 1    | Michelle Gisin        | 797    | 6           | 8         |
| 2    | Corinne Suter         | 702    | 1           | 4         |
| 3    | Nina Ortlieb          | 651    | 1           | 4         |
| 4    | Rosina Schneeberger   | 648    | 1           | 3         |
| 5    | Mona Løseth           | 534    |             | 2         |
| 6    | Maria Therese Tviberg | 532    | 2           | 5         |
| 7    | Ylva Stålnacke        | 502    |             | 2         |
| 8    | Carmen Thalmann       | 484    | 2           | 3         |
| 9    | Romane Miradoli       | 465    | 2           | 3         |
| 10   | Anne-Sophie Barthet   | 457    |             | 3         |

## Classements de chaque discipline
Les noms en gras remportent les titres des disciplines.

### Descente
| Rang | Nom                 | Points | Victoire(s) | Podium(s) |
| ---- | ------------------- | ------ | ----------- | --------- |
| 1    | Silvan Zurbriggen   | 412    | 3           | 4         |
| 2    | Nils Mani           | 302    | 1           | 2         |
| 3    | Marc Gisin          | 300    | 1           | 2         |
| 4    | Patrick Schweiger   | 257    |             | 2         |
| 5    | Ralph Weber         | 224    |             | 2         |
| 6    | Nicolas Raffort     | 209    |             | 1         |
| 7    | Christian Walder    | 207    | 1           | 1         |
| 8    | Mauro Caviezel      | 198    | 1           | 1         |
| 9    | Thomas Mayrpeter    | 173    |             | 1         |
| 9    | Daniel Hemetsberger | 173    |             |           |

| Rang | Nom                   | Points | Victoire(s) | Podium(s) |
| ---- | --------------------- | ------ | ----------- | --------- |
| 1    | Corinne Suter         | 324    | 1           | 4         |
| 2    | Maria Therese Tviberg | 270    | 1           | 2         |
| 3    | Stephanie Venier      | 262    |             | 1         |
| 4    | Margot Bailet         | 217    |             | 1         |
| 5    | Jasmine Flury         | 211    |             |           |
| 6    | Tamara Tippler        | 183    | 1           | 2         |
| 7    | Ragnhild Mowinckel    | 180    | 1           |           |
| 8    | Nina Ortlieb          | 164    |             |           |
| 9    | Klára Křížová         | 160    |             | 2         |
| 10   | Larisa Yurkiw         | 150    | 1           |           |

### Super G
| Rang | Nom                     | Points | Victoire(s) | Podium(s) |
| ---- | ----------------------- | ------ | ----------- | --------- |
| 1    | Thomas Tumler           | 262    | 1           | 2         |
| 2    | Patrick Schweiger       | 251    |             | 2         |
| 3    | Aleksander Aamodt Kilde | 200    | 2           | 2         |
| 4    | Mattia Casse            | 169    |             |           |
| 5    | Frederic Berthold       | 167    |             | 1         |
| 6    | Nils Mani               | 164    |             | 1         |
| 6    | Niklas Köck             | 164    |             | 1         |
| 8    | Christian Walder        | 163    |             | 1         |
| 8    | Nicolas Raffort         | 163    | 1           |           |
| 10   | Fernando Schmed         | 148    |             |           |

| Rang | Nom                 | Points | Victoire(s) | Podium(s) |
| ---- | ------------------- | ------ | ----------- | --------- |
| 1    | Corinne Suter       | 316    | 2           | 3         |
| 2    | Mirjam Puchner      | 268    | 1           | 1         |
| 3    | Camilla Borsotti    | 216    |             | 1         |
| 4    | Romane Miradoli     | 188    |             | 1         |
| 5    | Larisa Yurkiw       | 160    |             | 1         |
| 6    | Nina Ortlieb        | 154    |             | 1         |
| 7    | Tamara Tippler      | 150    |             |           |
| 8    | Rosina Schneeberger | 142    |             |           |
| 9    | Estelle Alphand     | 135    |             | 1         |
| 10   | Anna Hofer          | 133    |             |           |

### Géant
| Rang | Nom                   | Points | Victoire(s) | Podium(s) |
| ---- | --------------------- | ------ | ----------- | --------- |
| 1    | Žan Kranjec           | 439    | 2           | 4         |
| 2    | Thomas Tumler         | 308    |             | 1         |
| 3    | Dominik Schwaiger     | 300    |             | 1         |
| 4    | Giovanni Borsotti     | 278    |             | 2         |
| 5    | Samu Torsti           | 276    |             |           |
| 6    | Victor Muffat-Jeandet | 274    | 1           | 2         |
| 6    | Rasmus Windingstad    | 274    |             | 1         |
| 8    | Gino Caviezel         | 263    |             | 2         |
| 9    | Tim Jitloff           | 200    | 2           | 2         |
| 10   | Manuel Feller         | 190    | 1           | 1         |

| Rang | Nom                 | Points | Victoire(s) | Podium(s) |
| ---- | ------------------- | ------ | ----------- | --------- |
| 1    | Ylva Stålnacke      | 400    | 1           | 4         |
| 2    | Nicole Agneli       | 398    | 1           | 5         |
| 3    | Carmen Thalmann     | 376    | 1           | 3         |
| 4    | Anne-Sophie Barthet | 362    | 2           | 3         |
| 4    | Marta Bassino       | 362    | 1           | 2         |
| 6    | Stephanie Brunner   | 319    |             | 1         |
| 7    | Nina Ortlieb        | 293    |             | 1         |
| 8    | Rosina Schneeberger | 260    |             |           |
| 9    | Mona Løseth         | 259    | 1           | 2         |
| 10   | Marion Bertrand     | 251    |             | 2         |

### Slalom
| Rang | Nom                   | Points | Victoire(s) | Podium(s) |
| ---- | --------------------- | ------ | ----------- | --------- |
| 1    | Daniel Yule           | 378    | 1           | 3         |
| 2    | David Ryding          | 353    | 1           | 2         |
| 3    | Reto Schmidiger       | 341    |             | 2         |
| 4    | Giordano Ronci        | 334    | 1           |           |
| 5    | Julien Lizeroux       | 324    | 1           | 2         |
| 6    | Victor Muffat-Jeandet | 304    | 1           | 3         |
| 7    | Maxime Tissot         | 268    |             | 1         |
| 8    | Philipp Schmid        | 265    |             | 2         |
| 9    | Axel Bäck             | 245    | 1           | 1         |
| 10   | Truls Johansen        | 223    |             |           |

| Rang | Nom                  | Points | Victoire(s) | Podium(s) |
| ---- | -------------------- | ------ | ----------- | --------- |
| 1    | Michelle Gisin       | 582    | 3           | 6         |
| 2    | Anna Swenn-Larsson   | 402    |             | 2         |
| 3    | Marina Wallner       | 385    |             |           |
| 4    | Nastasia Noens       | 360    |             | 3         |
| 5    | Magdalena Fjällström | 311    |             |           |
| 6    | Mona Løseth          | 275    | 1           | 1         |
| 7    | Lisa-Maria Zeller    | 235    | 1           | 1         |
| 8    | Nathalie Eklund      | 222    | 1           | 1         |
| 8    | Lisa Blomqvist       | 222    |             |           |
| 10   | Barbara Wirth        | 209    |             |           |

### Combiné
| Rang | Nom                   | Points | Victoire(s) | Podium(s) |
| ---- | --------------------- | ------ | ----------- | --------- |
| 1    | Vincent Kriechmayr    | 160    | 1           | 2         |
| 2    | Ralph Weber           | 100    | 1           | 1         |
| 3    | Frederic Berthold     | 95     |             |           |
| 4    | Bjørnar Neteland      | 84     |             | 1         |
| 5    | Nils Mani             | 80     |             | 1         |
| 5    | Matthias Brügger      | 80     |             | 1         |
| 7    | Paolo Pangrazzi       | 51     |             |           |
| 8    | Gino Caviezel         | 50     |             |           |
| 8    | Valentin Giraud Moine | 50     |             |           |
| 8    | Loïc Meillard         | 50     |             |           |

| Rang | Nom                    | Points | Victoire(s) | Podium(s) |
| ---- | ---------------------- | ------ | ----------- | --------- |
| 1    | Maria Therese Tviberg  | 160    | 1           | 1         |
| 2    | Ana Bucik              | 110    |             | 1         |
| 3    | Rosina Schneeberger    | 109    |             |           |
| 4    | Christina Ager         | 100    | 1           | 1         |
| 5    | Michelle Gisin         | 98     |             |           |
| 6    | Romane Miradoli        | 62     |             | 1         |
| 7    | Lena Dürr              | 60     |             |           |
| 8    | Kerstin Nicolussi      | 57     |             |           |
| 9    | Adeline Baud           | 45     |             |           |
| 10   | Nora Grieg Christensen | 43     |             |           |

## Calendrier et résultats

### Messieurs
| N°      | Lieu                   | Date              | Épreuve          | Vainqueur                                                        | Deuxième                                                         | Troisième                                                        |
| ------- | ---------------------- | ----------------- | ---------------- | ---------------------------------------------------------------- | ---------------------------------------------------------------- | ---------------------------------------------------------------- |
| -       | Reiteralm              | 19 novembre 2013  | Super-G          | Épreuve annulée, remplacée par Crans-Montana le 28 janvier 2014, | Épreuve annulée, remplacée par Crans-Montana le 28 janvier 2014, | Épreuve annulée, remplacée par Crans-Montana le 28 janvier 2014, |
| -       | Reiteralm              | 20 novembre 2013  | Super-G          | Épreuve annulée                                                  | Épreuve annulée                                                  | Épreuve annulée                                                  |
| 1       | Trysil                 | 30 novembre 2013  | Géant            | Henrik Kristoffersen                                             | Leif Kristian Haugen                                             | Sergei Maitakov                                                  |
| 2       | Trysil                 | 1er décembre 2013 | Slalom           | Axel Bäck                                                        | Mattias Hargin                                                   | Sebastian Foss-Solevåg                                           |
| 3       | Klövsjö/Vermdalen      | 3 décembre 2013   | Géant            | François Place                                                   | Dominik Schwaiger                                                | Žan Kranjec                                                      |
| 4       | Klövsjö/Vermdalen      | 4 décembre 2013   | Slalom           | Daniel Yule                                                      | Sebastian Foss-Solevåg                                           | Jean-Baptiste Grange                                             |
| 5       | San Vigilio di Marebbe | 14 décembre 2013  | Slalom parallèle | Linus Strasser                                                   | Reto Schmidiger                                                  | Per Saxvall                                                      |
| 6       | Pozza di Fassa         | 15 décembre 2013  | Slalom           | David Ryding                                                     | Maxime Tissot                                                    | Reto Schmidiger                                                  |
| 7       | Nova Ponente           | 18 décembre 2013  | Slalom           | Axel Bäck                                                        | Daniel Yule                                                      | Julien Lizeroux                                                  |
| 8       | Madonna di Campiglio   | 21 décembre 2013  | Descente         | Marc Gisin                                                       | Christopher Hörl                                                 | Ralph Weber                                                      |
| 9       | Madonna di Campiglio   | 22 décembre 2013  | Descente         | Nils Mani                                                        | Nicolas Raffort                                                  | Thomas Mayrpeter                                                 |
| 10      | Chamonix               | 3 janvier 2014    | Slalom           | Jean-Baptiste Grange                                             | David Ryding                                                     | Riccardo Tonetti                                                 |
| 11      | Chamonix               | 4 janvier 2014    | Slalom           | Julien Lizeroux                                                  | Miha Kuerner                                                     | Victor Muffat-Jeandet                                            |
| -       | Wengen                 | 10 janvier 2014   | Descente         | Épreuve annulée                                                  | Épreuve annulée                                                  | Épreuve annulée                                                  |
| 12      | Wengen                 | 11 janvier 2014   | Descente         | Mauro Caviezel                                                   | Ralph Weber                                                      | Marc Gisin                                                       |
| 13      | Patscherkofel          | 15 janvier 2014   | Descente         | Épreuve annulée, remplacée par Sarentino le 5 février 2014,      | Épreuve annulée, remplacée par Sarentino le 5 février 2014,      | Épreuve annulée, remplacée par Sarentino le 5 février 2014,      |
| 14      | Zell am See            | 18 janvier 2014   | Slalom           | Trevor Philp                                                     | Reto Schmidiger                                                  | Philipp Schmid                                                   |
| 15      | Zell am See            | 19 janvier 2014   | Géant            | Thomas Fanara                                                    | Roberto Nani                                                     | Žan Kranjec                                                      |
| 16      | Val d'Isère            | 21 janvier 2014   | Super-G          | Nicolas Raffort                                                  | Christian Walder                                                 | Nils Mani                                                        |
| 17      | Val d'Isère            | 22 janvier 2014   | Super-G          | Thomas Tumler                                                    | Frederic Berthold                                                | Patrick Schweiger                                                |
| 18      | Val d'Isère            | 24 janvier 2014   | Descente         | Christian Walder                                                 | Silvan Zurbriggen                                                | Patrick Schweiger                                                |
| 19      | Les Menuires           | 21 janvier 2014   | Géant            | Žan Kranjec                                                      | Stepan Zuev                                                      | Thomas Fanara                                                    |
| 20      | Les Menuires           | 22 janvier 2014   | Géant            | Žan Kranjec                                                      | Gino Caviezel                                                    | Giovanni Borsotti                                                |
| 21      | Crans-Montana          | 28 janvier 2014   | Super-G          | Vincent Kriechmayr                                               | Patrick Schweiger                                                | Christian Walder                                                 |
| 22      | Crans-Montana          | 29 janvier 2014   | Combiné          | Vincent Kriechmayr                                               | Matthias Brügger                                                 | Bjørnar Neteland                                                 |
| 23      | Crans-Montana          | 30 janvier 2014   | Géant            | Tim Jitloff                                                      | Giovanni Borsotti                                                | Gino Caviezel                                                    |
| 24      | Sarentino              | 5 février 2014    | Descente         | Silvan Zurbriggen                                                | Hans Olsson                                                      | Patrick Schweiger                                                |
| 25      | Sarentino              | 6 février 2014    | Descente         | Silvan Zurbriggen                                                | Nils Mani                                                        | Hans Olsson                                                      |
| 26      | Sarentino              | 7 février 2014    | Combiné          | Ralph Weber                                                      | Nils Mani                                                        | Vincent Kriechmayr                                               |
| -       | Sarentino              | 7 février 2014    | Super-G          | Épreuve annulée, remplacée par Soldeu le 13 mars 2014,           | Épreuve annulée, remplacée par Soldeu le 13 mars 2014,           | Épreuve annulée, remplacée par Soldeu le 13 mars 2014,           |
| 27      | Oberjoch               | 10 février 2014   | Géant            | Tim Jitloff                                                      | Philipp Schörghofer                                              | Victor Muffat-Jeandet                                            |
| 28      | Oberjoch               | 11 février 2014   | Slalom           | Giordano Ronci                                                   | Henrik Kristoffersen                                             | Luca Aerni                                                       |
| 29      | Borovets               | 15 février 2014   | Géant            | Victor Muffat-Jeandet                                            | Giovanni Borsotti                                                | Manuel Feller                                                    |
| 30      | Borovets               | 16 février 2014   | Slalom           | Truls Johansen                                                   | Philipp Schmid                                                   | Victor Muffat-Jeandet Wolfgang Hörl                              |
| Finales |                        |                   |                  |                                                                  |                                                                  |                                                                  |
| 31      | Soldeu                 | 11 mars 2014      | Géant            | Manuel Feller                                                    | Thomas Tumler                                                    | Rasmus Windingstad                                               |
| 32      | Soldeu                 | 12 mars 2014      | Slalom           | Victor Muffat-Jeandet                                            | Daniel Yule                                                      | David Ryding                                                     |
| 33      | Soldeu                 | 13 mars 2014      | Super-G          | Aleksander Aamodt Kilde                                          | Niklas Köck                                                      | Florian Scheiber                                                 |
| 34      | Soldeu                 | 14 mars 2014      | Super-G          | Aleksander Aamodt Kilde                                          | Thomas Tumler                                                    | Florian Scheiber                                                 |
| 35      | Soldeu                 | 15 mars 2014      | Descente         | Silvan Zurbriggen                                                | Florian Scheiber                                                 | Maxence Muzaton                                                  |

### Dames
| N°      | Lieu             | Date             | Épreuve    | Vainqueur                                                     | Deuxième                                                      | Troisième                                                     |
| ------- | ---------------- | ---------------- | ---------- | ------------------------------------------------------------- | ------------------------------------------------------------- | ------------------------------------------------------------- |
| 1       | Levi             | 22 novembre 2013 | Géant      | Mona Løseth                                                   | Ylva Stålnacke                                                | Nicole Agnelli                                                |
| 2       | Levi             | 23 novembre 2013 | Géant      | Simona Hösl                                                   | Rosina Schneeberger                                           | Ylva Stålnacke                                                |
| 3       | Levi             | 24 novembre 2013 | Slalom     | Petra Vlhova                                                  | Mona Løseth                                                   | Michelle Gisin                                                |
| 4       | Levi             | 25 novembre 2013 | Slalom     | Mona Løseth                                                   | Michelle Gisin                                                | Paulina Grassl                                                |
| -       | Kvitfjell        | 29 novembre 2013 | Géant      | Épreuve annulée, remplacée par Sestrières le 27 janvier 2014  | Épreuve annulée, remplacée par Sestrières le 27 janvier 2014  | Épreuve annulée, remplacée par Sestrières le 27 janvier 2014  |
| 5       | Andalo Paganella | 12 décembre 2013 | Géant      | Anne-Sophie Barthet                                           | Marion Bertrand                                               | Nicole Agnelli                                                |
| 6       | Andalo Paganella | 13 décembre 2013 | Slalom     | Nathalie Eklund                                               | Bernadette Schild                                             | Carmen Thalmann                                               |
| 7       | Kronplatz        | 14 décembre 2013 | City event | Anna Swenn-Larsson                                            | Marina Wallner                                                | Liva Blomqvist                                                |
| 8       | Kronplatz        | 14 décembre 2013 | Slalom     | Paulina Grassl                                                | Nastasia Noens                                                | Sarah Pardeller                                               |
| 9       | Saint-Moritz     | 17 décembre 2013 | Descente   | Larisa Yurkiw                                                 | Ragnhild Mowinckel                                            | Marie Marchand-Arvier                                         |
| 10      | Saint-Moritz     | 18 décembre 2013 | Descente   | Ragnhild Mowinckel                                            | Maria Therese Tviberg                                         | Nina Ortlieb                                                  |
| 11      | Saint-Moritz     | 18 décembre 2013 | Super-G    | Ragnhild Mowinckel                                            | Larisa Yurkiw                                                 | Nina Ortlieb                                                  |
| -       | Saint-Moritz     | 20 décembre 2013 | Combiné    | Épreuve annulée, remplacée par Innerkrems le 13 janvier 2014, | Épreuve annulée, remplacée par Innerkrems le 13 janvier 2014, | Épreuve annulée, remplacée par Innerkrems le 13 janvier 2014, |
| -       | Saint-Moritz     | 20 décembre 2013 | Super-G    | Épreuve annulée, remplacée par Innerkrems le 13 janvier 2014  | Épreuve annulée, remplacée par Innerkrems le 13 janvier 2014  | Épreuve annulée, remplacée par Innerkrems le 13 janvier 2014  |
| 12      | Zinal            | 6 janvier 2014   | Géant      | Anne-Sophie Barthet                                           | Nina Ortlieb                                                  | Carmen Thalmann                                               |
| 13      | Zinal            | 7 janvier 2014   | Géant      | Ylva Stålnacke                                                | Mona Løseth                                                   | Carmen Thalmann                                               |
| 14      | Melchsee-Frutt   | 9 janvier 2014   | Slalom     | Anna Swenn-Larsson                                            | Nastasia Noens                                                | Sarka Strachova                                               |
| 15      | Melchsee-Frutt   | 10 janvier 2014  | Slalom     | Michelle Gisin                                                | Nastasia Noens                                                | Anna Swenn-Larsson                                            |
| 16      | Innerkrems       | 13 janvier 2014  | Combiné    | Christina Ager                                                | Ana Bucik                                                     | Romane Miradoli                                               |
| 17      | Innerkrems       | 13 janvier 2014  | Super-G,   | Mirjam Puchner                                                | Larisa Yurkiw                                                 | Daniela Merighetti                                            |
| 18      | Innerkrems       | 16 janvier 2014  | Descente   | Maria Therese Tviberg                                         | Margot Bailet                                                 | Corinne Suter                                                 |
| 19      | Innerkrems       | 17 janvier 2014  | Descente   | Corinne Suter                                                 | Margot Bailet                                                 | Stephanie Venier                                              |
| 20      | Kirchberg        | 20 janvier 2014  | Géant      | Kathrin Zettel                                                | Nicole Agnelli                                                | Ylva Stålnacke                                                |
| 21      | Kirchberg        | 21 janvier 2014  | Slalom     | Michelle Gisin                                                | Michaela Kirchgasser                                          | Marlies Schild                                                |
| 22      | Spital am Pyhrn  | 23 janvier 2014  | Super-G    | Corinne Suter                                                 | Kerstin Nicolussi                                             | Michaela Wenig                                                |
| 23      | Spital am Pyhrn  | 24 janvier 2014  | Combiné    | Maria Therese Tviberg                                         | Corinne Suter                                                 | Marlies Schild                                                |
| 24      | Sestrières       | 27 janvier 2014  | Géant      | Marta Bassino                                                 | Marion Bertrand                                               | Carmen Thalmann                                               |
| 25      | Sestrières       | 28 janvier 2014  | Géant      | Carmen Thalmann                                               | Marta Bassino                                                 | Anne-Sophie Barthet                                           |
| 26      | Sestrières       | 29 janvier 2014  | Slalom     | Michelle Gisin                                                | Nastasia Noens                                                | Maren Wiesler                                                 |
| 27      | Serre Chevalier  | 31 janvier 2014  | Super-G    | Corinne Suter                                                 | Romane Miradoli                                               | Jennifer Piot Joana Hählen                                    |
| 28      | Serre Chevalier  | 1er février 2014 | Super-G    | Mirjam Puchner                                                | [[Corinne Suter\|]]Corinne Suter                              | Camilla Borsotti                                              |
| -       | Sella Nevea      | 13 février 2014  | Descente   | Épreuve annulée, remplacée par Soldeu le 11 mars 2014         | Épreuve annulée, remplacée par Soldeu le 11 mars 2014         | Épreuve annulée, remplacée par Soldeu le 11 mars 2014         |
| -       | Sella Nevea      | 14 février 2014  | Super-G    | Épreuve annulée, remplacée par Innerkrems le 13 janvier 2014  | Épreuve annulée, remplacée par Innerkrems le 13 janvier 2014  | Épreuve annulée, remplacée par Innerkrems le 13 janvier 2014  |
| -       | Monte Pora       | 17 février 2014  | Géant      | Épreuve annulée                                               | Épreuve annulée                                               | Épreuve annulée                                               |
| 29      | Monte Pora       | 18 février 2014  | Géant      | Eva-Maria Brem                                                | Stephanie Brunner                                             | Nicole Agnelli                                                |
| 30      | Bad Wiessee      | 20 février 2014  | Slalom     | Magdalena Fjällström                                          | Marina Wallner                                                | Marlene Schmotz                                               |
| 31      | Bad Wiessee      | 21 février 2014  | Slalom     | Marina Wallner                                                | Nadja Vogel                                                   | Eva-Maria Brem                                                |
| 32      | Soldeu           | 11 mars 2014     | Descente   | Tamara Tippler                                                | Corinne Suter                                                 | Klára Křížová                                                 |
| Finales |                  |                  |            |                                                               |                                                               |                                                               |
| 33      | Soldeu           | 12 mars 2014     | Descente   | Ramona Siebenhofer                                            | Corinne Suter                                                 | Klára Křížová                                                 |
| 34      | Soldeu           | 13 mars 2014     | Super-G    | Ramona Siebenhofer                                            | Estelle Alphand                                               | Camilla Borsotti                                              |
| 35      | Soldeu           | 14 mars 2014     | Géant      | Nicole Agnelli                                                | Sara Hector                                                   | Sabrina Fanchini                                              |
| 36      | Soldeu           | 15 mars 2014     | Slalom     | Lisa-Maria Zeller                                             | Michelle Gisin                                                | Susanne Weinbuchner                                           |